# Davos Seaworth
Ser Davos Seaworth (pronuncia [/'dɑːvoʊs 'siwəɹθ/]) è un personaggio della saga letteraria di genere fantasy medievale Cronache del ghiaccio e del fuoco, creata dallo scrittore statunitense George R. R. Martin. Diventa narratore interno a partire dal libro Lo scontro dei re.

## Biografia del personaggio
Davos è un abile marinaio, forse il migliore dei Sette Regni insieme agli uomini delle Isole di Ferro. Ha solcato tutti i mari, dalla Barriera ad Arbor, dalle città libere al mare di Giada, sempre dedicandosi al contrabbando. Il suo cognome, inventato da lui stesso nel momento in cui gli venne concesso il titolo nobiliare, significa "Degno del Mare".
È descritto come un uomo magro dalla faccia ordinaria. Ha capelli e occhi castani e la barba ha qualche punta di grigio.
Uomo accorto e prudente, crede nella famiglia, ama sua moglie ed è orgoglioso dei suoi figli. È molto riconoscente a Stannis per gli onori e la posizione sociale che gli ha concesso, anche per questo, è uno dei pochi a parlargli sempre con sincerità e a non aver timore di illustrargli la realtà, senza dargli false speranze.
Pur non essendo molto religioso, ha sempre seguito i riti del culto dei Sette Dei e stenta a riconoscersi nel culto di R'hllor.
Passato
Nato ad Approdo del Re, nel quartiere povero chiamato Fondo delle Pulci, Davos visse la sua infanzia tra gli stenti della povertà. Durante l'adolescenza, però, fu reclutato da un pirata contrabbandiere di Tyrosh, Roro Uhoris. Roro venne ucciso da una ronda dei Guardiani della notte. Dopo la morte del suo "maestro", Davos era abbastanza ricco da prendere una sua nave, la Betha Nera, diventando uno dei contrabbandieri più potenti e più ricchi. Fu allora che Davos sposò Marya, da cui ebbe sette figli: Dale, Allard, Matthos, Maric, Devan, Stannis e Steffon. Durante la ribellione di Robert Baratheon, fu solo grazie a lui che Stannis (fratello dello stesso Robert) non morì di fame durante l'assedio di Capo Tempesta, riuscendo a contrabbandare cipolle e carne salate all'interno della fortezza assediata. Il cibo permise a Stannis di resistere fino a che Eddard Stark non lo liberò. Come ricompensa, Stannis lo nominò cavaliere, ma gli tagliò anche la prima falange di quattro dita della mano sinistra, come pagamento per i suoi crimini passati. In onore delle cipolle che gli permisero di diventare un cavaliere, le trasformò nell'emblema della Casa Seaworth, ottenendo il nomignolo di "Cavaliere delle Cipolle". Decise inoltre di conservare in un sacchetto le ossa delle sue dita mozzate, ritenendo che gli portassero fortuna.
 Lo scontro dei re 
Allo scoppio della Guerra dei Cinque Re, a cui lo stesso Stannis partecipa, Davos viene mandato a negoziare con i lord delle Terre della Tempesta per conto dell'aspirante re. Nel frattempo, Davos si trova a dover conciliare la sua assoluta fedeltà a Stannis con la paura e il dissenso per i mezzi utilizzati dalla sua consigliera, Melisandre, sacerdotessa rossa di Asshai delle Ombre, che ha convinto Stannis e sua moglie a convertirsi al culto di R'hllor. Davos viene quindi inviato a consegnare lettere e proclami che dichiarano che gli eredi reali sono bastardi nati dall'incesto tra Jaime Lannister e la regina Cersei. Dopo aver terminato questo compito, si unisce a Stannis all'assedio di Capo Tempesta; successivamente il re gli ordina di utilizzare le sue abilità di navigazione per portare Melisandre sotto Capo Tempesta in modo che lei possa usare la magia per ucciderne il castellano, cosa che lascia Davos sconvolto.
Ser Davos e quattro dei suoi sette figli (Dale, Allard, Matthos, Maric) fanno parte della flotta che assalta Approdo del Re nella battaglia delle Acque Nere e cerca di convincere il comandante della flotta, Imry Florent, a inviare esploratori per scoprire quali nuove difese hanno preparato i Lannister, ma ser Imry rifiuta di ascoltare, basandosi sulla loro superiorità numerica. Gran parte della flotta viene così distrutta da un incendio, tutte e tre le navi Seaworth vengono distrutte, i figli di Davos muoiono e lui stesso sopravvive a stento.
 Tempesta di spade 
Al termine della battaglia, Davos rimane bloccato per molti giorni su uno scoglio, dove ha allucinazioni nelle quali i Sette Dei, a cui è ancora devoto, gli parlano. Viene poi trovato da una nave del suo amico contrabbandiere Salladhor Saan. Incolpando Melisandre per la sconfitta, decide di ucciderla, ma la sacerdotessa rossa scopre le sue intenzioni con la magia e lo fa arrestare da ser Axell Florent.
Fatto poi rilasciare da Stannis, Davos si oppone al piano di ser Axell di distruggere l'Isola della Chela, sede di un ex-alleato di Stannis; per premiare la sua onestà e fedeltà, Stannis lo nomina lord di Bosco delle Piogge, Ammiraglio del Mare Stretto, e Primo Cavaliere del re. È lui ad organizzare la fuga di Edric Storm, figlio bastardo di Robert Baratheon, che Melisandre voleva sacrificare poiché, secondo lei, il sangue di re del ragazzo ha un grande potere che rafforzerebbe i suoi. Nel corso degli esercizi per imparare a leggere, è proprio Davos a incappare nella lettera inviata a Stannis dai Guardiani della notte, in cui s'informa il re della ricomparsa dei temibili Estranei, esseri malvagi e pressoché invincibili, apparentemente fatti di ghiaccio, e lo convince a marciare in difesa della Barriera.
 Il banchetto dei corvi 
In questo libro non ci sono capitoli POV di Davos. Al concilio ristretto viene riferito che Davos è stato inviato a Porto Bianco a negoziare con lord Wyman Manderly. Cersei Lannister richiede che lord Wyman uccida Davos in cambio della libertà del suo erede, e riceve poi la notizia che il suo ordine è stato eseguito.
 Una danza con i draghi 
Si scopre che in effetti lord Wyman ha fatto imprigionare Davos, ma ha giustiziato al suo posto un altro prigioniero per convincere i Lannister e i Frey a credere nella fedeltà di Casa Manderly al Trono di Spade. Una volta che a Manderly viene ridato suo figlio ed erede Wylis, fa liberare Davos. Lord Wyman promette di schierarsi con re Stannis, ma soltanto a una condizione: Davos deve ritrovare Rickon Stark, presunto ultimo erede di Grande Inverno dato per morto e invece vivo e vegeto nell'isola di Skagos insieme al suo meta-lupo Cagnaccio.

## Trasposizione televisiva

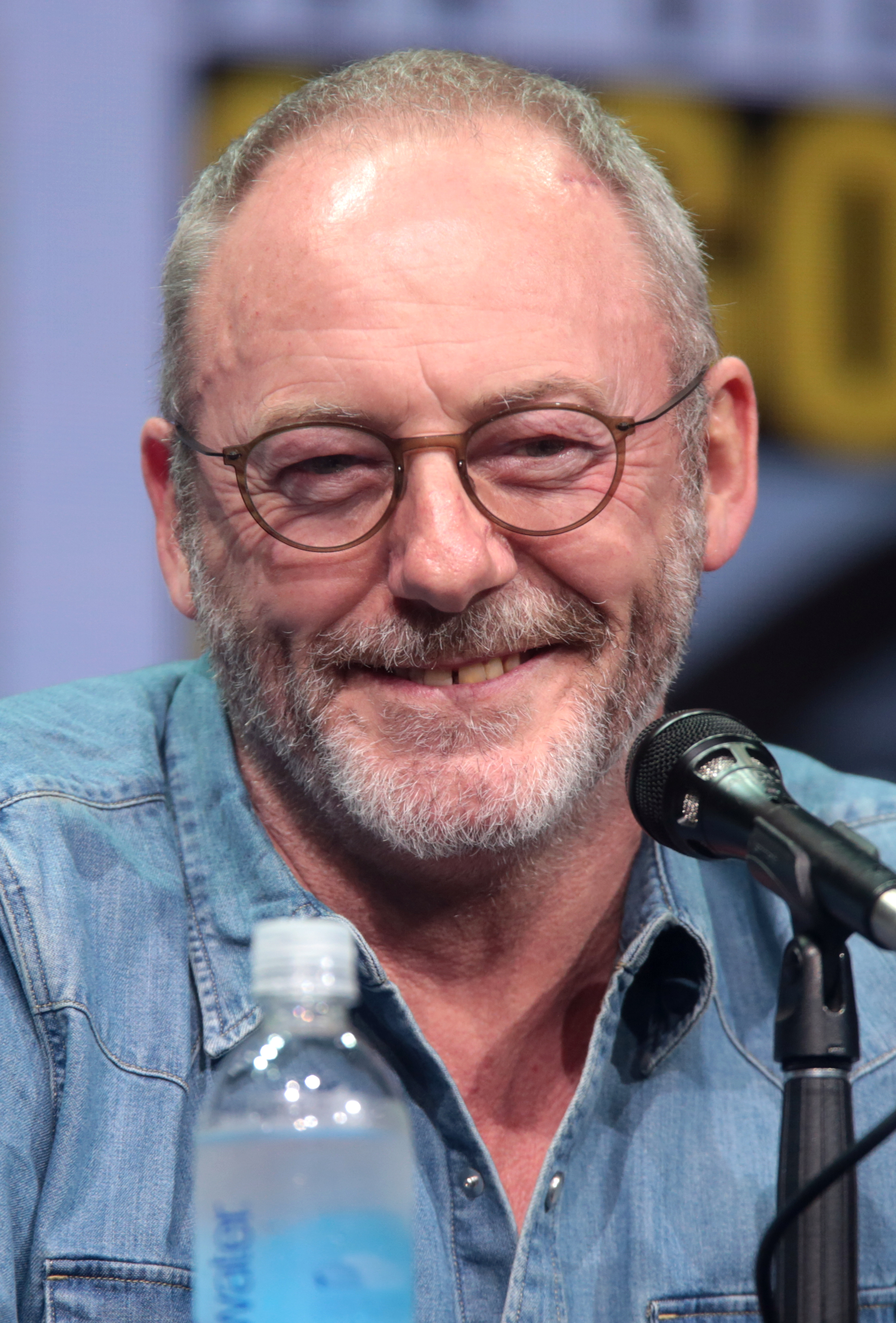
L'attore Liam Cunningham, interprete nella serie televisiva del personaggio di Davos

Nella serie televisiva Il Trono di Spade il personaggio è interpretato dall'attore irlandese Liam Cunningham. La storyline di Davos, nella serie televisiva, ricalca quella dei romanzi fino alla quarta stagione, sviluppandosi in modo indipendente a partire dalla quinta. A differenza dei libri, nella serie Davos ha un solo figlio, Mathos, ed è privo delle falangi della mano destra, invece che della sinistra essendo l'attore che lo interpreta mancino.
Come rivelato da Cunningham, inizialmente si era pensato di creare nella settima stagione una sottotrama in cui Davos avrebbe provato una cotta per Missandei, la confidente ed amica di Daenerys Targaryen, e avrebbe costantemente flirtato con lei nel tentativo di sedurla. Tuttavia lo stesso Cunningham ha ripudiato l'idea, avendo lavorato molto sull'interpretazione di Davos Seaworth, a cui l'attore si è detto essere affezionato, e dichiarò agli sceneggiatori che non avrebbe mai rovinato così il suo personaggio amato dai fan (soprattutto alla luce del rapporto di Davos con fanciulle come Lyanna Mormont e Shireen Baratheon), così l'idea venne definitivamente accantonata.

### Seconda stagione
Davos appare nella seconda stagione, come aiutante di Stannis Baratheon, pretendente al trono dei Sette Regni. Contrabbandiere catturato, punito col taglio delle dita della mano destra (benché Stannis gli abbia tagliato solo i polpastrelli e risparmiato la sinistra in quanto mancino), e poi riabilitato dal pretendente al trono, ha un devozione assoluta per il suo re. Inviato in missione con Melisandre, scopre con orrore i poteri oscuri della sacerdotessa, che genera un'ombra avuta da un rapporto con Stannis, che viene inviata ad uccidere il fratello di Stannis e pretendente alla corona Renly Baratheon. In seguito Davos viene nominato Primo Cavaliere del re e incaricato di procurare una flotta navale per le truppe. Giunto con il figlio e le navi alla battaglia di Approdo del Re, viene sconfitto da Tyrion Lannister per mezzo dell'uso dell'altofuoco e, distrutta l'intera flotta, rimane l'unico sopravvissuto.

### Terza stagione
Davos viene soccorso dall'amico pirata Salladhor Saan, che lo riconduce alla corte di Stannis. Animato dall'odio per Melisandre per la morte del figlio, progetta la sua uccisione che viene però sventata. Imprigionato nelle segrete del castello di Roccia del Drago, viene aiutato da Shireen, figlia di Stannis Baratheon, a imparare a leggere e scrivere. Rilasciato, si adopera per la liberazione di Gendry, figlio bastardo di Robert Baratheon, imprigionato e destinato a essere un sacrificato al Signore della Luce. Condannato a morte per il suo gesto, Davos presenta al suo re una lettera proveniente dai Guardiani della notte che annuncia l'arrivo imminente degli Estranei. Melisandre predice a Stannis il ruolo fondamentale che avrà nella vittoria sul re dei morti, e dell'importanza di Davos in questo futuro di lotte e alleanza, convincendolo a lasciarlo in vita.

### Quarta stagione
Dopo la morte di Joffrey Baratheon, Stannis rimprovera Davos per non essere in grado di procurargli più uomini. Davos organizza un incontro con Tycho Nestoris, rappresentante della Banca di Ferro di Braavos, e lo convince a dare il proprio sostegno finanziario a Stannis. Davos utilizza i soldi per comprare una nave e dei mercenari, e l'esercito di Stannis viaggia verso la Barriera, sconfiggendo l'esercito dei Bruti e prendendo prigioniero Mance Rayder.

### Quinta stagione
Davos marcia insieme all'esercito di Stannis verso Grande Inverno, con l'intento di conquistarla, scacciando i Bolton. Durante la loro marcia, Ramsay Bolton e i suoi uomini si infiltrano nel campo e distruggono le loro provviste. Davos viene mandato alla Barriera per chiedere altre vettovaglie, ignorando che Stannis, influenzato da Melisandre, intende sacrificare sua figlia Shireen al Signore della Luce, al fine di propiziare la vittoria sui Bolton e che lo ha mandato via proprio perché sapeva che lo avrebbe impedito, in quanto molto affezionato alla bambina. Alla Barriera, il Lord Comandante Jon Snow afferma di non essere in grado di fornire aiuto all'esercito di Stannis. Subito dopo, Melisandre arriva al Castello Nero: Davos si rende conto che Stannis è stato sconfitto dai Bolton e che Shireen è morta, ma Melisandre non gli rivela il proprio ruolo nella morte della bambina.

### Sesta stagione
Davos è il primo a scoprire il corpo di Jon Snow, dopo il suo assassinio a opera di un gruppo di Guardiani della notte. Il Cavaliere delle Cipolle persuade Melisandre a tentare di riportarlo in vita e, con sorpresa della stessa sacerdotessa, il rituale ha successo. Ritenendo che la sua morte lo abbia liberato dal giuramento dei Guardiani della notte e convinto da sua sorella Sansa, Jon decide di marciare su Grande Inverno, per liberare il castello dai Bolton e unificare nuovamente il Nord sotto il dominio degli Stark. Davos, che comprende il grave pericolo rappresentato dagli Estranei, si mette al servizio di Jon in questa impresa e riesce a convincere la giovane lady Lyanna Mormont ad offrire il sostegno della sua casata, che va ad aggiungersi ai pochi sostenitori di Jon. Durante la marcia dell'esercito verso Grande Inverno, Davos trova i resti di una pira sacrificale e, in mezzo alla cenere, il piccolo cervo di legno che aveva intagliato per Shireen, rendendosi conto che la bambina è stata bruciata viva da Melisandre. Inizialmente tiene per sé questa scoperta e partecipa alla Battaglia dei Bastardi, che si conclude con la sconfitta dei Bolton, ma poi a Grande Inverno rivela il crimine di Melisandre a Jon, che la esilia dal Nord mentre Davos giura di ucciderla se dovesse ripresentarsi.

### Settima stagione
Davos, che ora è uno dei principali consiglieri del nuovo Re del Nord, Jon Snow, consiglia a quest'ultimo di incontrare Daenerys Targaryen, appena giunta a Westeros, per chiedere aiuto a lei e ai tre draghi, che sarebbero una forza alleata notevole nella guerra contro i non-morti, vulnerabili al fuoco, pur concordando anche, come sostiene Sansa, che recarsi a Roccia del Drago potrebbe essere molto pericoloso per il Re, dato il cattivo sangue che scorre tra i Targaryen e gli Stark. Comunque, scorta Jon a Roccia del Drago, per incontrare la khaleesi e, durante un contrasto verbale tra i due sovrani, interviene in difesa di Jon esponendone le gesta ma, quando si appresta a menzionare la sua resurrezione, questi lo interrompe prima che possa dire troppo. Col passare del tempo, inoltre, Davos nota l'interesse di Jon nei confronti della Madre dei Draghi. Accompagna poi Tyrion ad Approdo del Re, per consentire a quest'ultimo di incontrare Jaime e organizzare un incontro che porti ad una tregua con Cersei, mentre Davos va nella Strada dell'Acciaio e recluta Gendry. Malgrado Davos gli consigli di presentarsi con uno pseudonimo a Jon, per lavorare come fabbro a Grande Inverno, Gendry si presenta con la sua vera identità. Parte quindi con Jon, Jorah e Gendry verso il Forte Orientale e rimane lì mentre Jon e i suoi uomini, assieme alla Fratellanza senza Vessilli e Tormund, si recano oltre la Barriera per catturare un non-morto. Presenzia all'incontro tra le due regine ad Approdo del Re, dopodiché salpa con Jon e Daenerys verso Porto Bianco per tornare a Grande Inverno.

### Ottava stagione
Tornato a Grande Inverno, Davos si occupa della distribuzione del cibo. Osservando Jon e Daenerys, esprime a Tyrion e Varys la propria speranza che, essendo i due regnanti un'ottima coppia, un matrimonio tra i due sarebbe il modo più efficace per porre fine alle ostilità tra il Nord e gli altri regni. La sera prima dell'arrivo del Re della Notte, in città arriva Melisandre, che Davos aveva giurato di uccidere se mai l'avesse incontrata nuovamente, ma la sacerdotessa lo convince a risparmiarla, assicurandogli che lei morirà comunque prima del sorgere del sole. Alla fine della battaglia, si prepara a giustiziare la donna, ma questa, prima che lui possa mantenere la sua promessa, si toglie la propria collana, riacquistando la propria vera età e, quindi, morendo proprio mentre le luci dell'alba illuminano Grande Inverno. Successivamente, accompagna Jon e Daenerys ad Approdo del Re per lo scontro finale contro Cersei Lannister. Dopo aver assistito alla distruzione perpetrata dalla Madre dei Draghi, Davos, assieme a Jon, cerca inutilmente di impedire che Verme Grigio giustizi i soldati Lannister. Qualche settimana più tardi, partecipa al processo contro Tyrion Lannister e riesce a evitare uno scontro tra Arya, Yara Greyjoy e Verme Grigio riguardo al destino di Jon Snow, che quindi, per aver ucciso la regina Daenerys, invece di essere giustiziato viene condannato a tornare alla Barriera per unirsi di nuovo ai Guardiani della notte. Con l'instaurarsi della nuova monarchia, con Bran Stark come re e Tyrion come Primo Cavaliere, Davos viene nominato Maestro della Flotta.